# Liga Brasileira de Free Fire
O Free Fire World Series Brasil (WB) é a competição oficial do jogo eletrônico Free Fire no Brasil para celulares, administrada por sua desenvolvedora, Garena. Em 2024, o campeonato passou por uma reformulação, deixando para trás o seu antigo nome (Liga Brasileira de Free Fire) e formato com divisões (Serie A, B e C).
Após o fim do campeonato, as melhores organizações colocadas ganham vaga para o campeonato internacional do jogo: o Free Fire World Series Global Finals.

## História
O torneio já recebeu dois nomes: Free Fire Pro League Brazil (2019) e Liga Brasileira de Free Fire (2020-2023) que logo se tornou um dos campeonatos de esportes eletrônicos mais assistidos no Brasil, graças a popularização do jogo no país. A LBFF se tornou uma das competições mais importantes do cenário competitivo de Free Fire no Brasil, atraindo equipes de todo o país para disputar pelo título e pela chance de representar o Brasil em competições internacionais.

## Formato
A partir de 2024 o campeonato recebe novo formato, deixando para trás suas divisões e rebaixamentos.
O Free Fire World Series Brasil contará com 18 times convidados e um único split, este dividido em duas fases de grupos.
Cada fase terá um sistema de pontuação próprio para os times, os quais serão posteriormente integrados em uma única tabela. Após o encerramento da primeira etapa, os três melhores times assegurarão suas posições no EWC, um torneio global agendado para ocorrer de 10 a 14 de julho em Riade, Arábia Saudita. Ao término das duas etapas, a tabela consolidada determinará os times finalistas, os quais competirão na grande final.
Entre as etapas, será aberta uma janela de transferência, permitindo que os times façam ajustes em suas formações. Além disso, antes do início da segunda etapa, os grupos serão sorteados novamente.

## Edições anteriores

### Serie A
| Ano  | Etapa | Campeão                                  | Vice-campeão                             | Terceiro lugar                           | Melhor jogador da temporada              | Melhor jogador da final                  | Ref.   |
| ---- | ----- | ---------------------------------------- | ---------------------------------------- | ---------------------------------------- | ---------------------------------------- | ---------------------------------------- | ------ |
| 2020 | 1     | Team Liquid                              | Vivo Keyd                                | LOUD                                     | JapaBKR (Team Liquid)                    | –                                        | [ 3 ]  |
| 2020 | 2     | Cancelado devido a pandemia de COVID-19. | Cancelado devido a pandemia de COVID-19. | Cancelado devido a pandemia de COVID-19. | Cancelado devido a pandemia de COVID-19. | Cancelado devido a pandemia de COVID-19. | [ 4 ]  |
| 2020 | 3     | SS                                       | Vivo Keyd                                | Team Liquid                              | Cauan7 (SS)                              | –                                        | [ 5 ]  |
| 2021 | 4     | Fluxo                                    | LOUD                                     | Cruzeiro                                 | Ruan (Santos)                            | –                                        | [ 6 ]  |
| 2021 | 5     | Vivo Keyd                                | Corinthians                              | Fluxo                                    | Syaz (Fluxo)                             | –                                        | [ 7 ]  |
| 2021 | 6     | B4                                       | Vivo Keyd                                | Fluxo                                    | Mts007 (SS)                              | –                                        | [ 8 ]  |
| 2022 | 7     | LOUD                                     | Vivo Keyd                                | Magic Squad                              | Yago (B4)                                | Lost (LOUD)                              | [ 9 ]  |
| 2022 | 8     | Vivo Keyd                                | Magic Squad                              | TSM FTX                                  | NANDO9 (Vivo Keyd)                       | Raone7 (TSM FTX)                         | [ 10 ] |
| 2023 | 9     | LOUD                                     | MIBR                                     | Vivo Keyd                                | –                                        | México (LOUD)                            | [ 11 ] |

### Série B
| Ano  | Etapa | Campeão                                  | Vice-campeão                             | Melhor jogador                           | Ref.   |
| ---- | ----- | ---------------------------------------- | ---------------------------------------- | ---------------------------------------- | ------ |
| 2020 | 1     | Não houve disputa.                       | Não houve disputa.                       | Não houve disputa.                       | [ 12 ] |
| 2020 | 2     | Cancelado devido a pandemia de COVID-19. | Cancelado devido a pandemia de COVID-19. | Cancelado devido a pandemia de COVID-19. | [ 4 ]  |
| 2020 | 3     | Team oNe                                 | Real Esports                             | CAUE (Meta Gaming)                       | [ 13 ] |
| 2021 | 4     | Team Solid                               | Nitroxx Esports                          | VITINxp (Team Solid)                     | [ 14 ] |
| 2021 | 5     | W7M Gaming                               | Black Dragons                            | Ângelo7 (Equipe X)                       | [ 15 ] |
| 2021 | 6     | Vasco                                    | Meninos da Vila                          | HENDER (Vasco)                           | [ 16 ] |
| 2022 | 7     | paiN Gaming                              | Civil Esports                            | Mito (Civil Esports)                     | [ 17 ] |
| 2022 | 8     | MIBR                                     | FLQ Esports                              | NandoX (E1 Sports)                       | [ 18 ] |

### Série C
| Ano  | Etapa | Campeão                                  | Vice-campeão                             | Ref.   |
| ---- | ----- | ---------------------------------------- | ---------------------------------------- | ------ |
| 2020 | 1     | Santos                                   | Peaky Esport                             | [ 19 ] |
| 2020 | 2     | Cancelado devido a pandemia de COVID-19. | Cancelado devido a pandemia de COVID-19. | [ 4 ]  |
| 2020 | 3     | e-Galo                                   | Sintonia Alfa                            | [ 20 ] |
| 2021 | 4     | Nova Era Gaming                          | Based                                    | [ 21 ] |
| 2021 | 5     | SITH ELITE                               | STRONGERS                                | [ 22 ] |
| 2021 | 6     | Contra Resposta                          | 4AMIGOS 4F                               | [ 23 ] |
| 2022 | 7     | Los Baianos                              | iNCO Gaming                              | [ 24 ] |

## Transmissão
O campeonato é transmitido via internet pelo TikTok, Twitch, YouTube e Kwai. Em 2022, teve transmissão em TV Aberta pela RedeTV! e em TV Fechada, pelo canal Space, sendo que em 2021, foi mostrado pelo canal Loading, poucos meses antes de sua extinção.